# Brumbies
Ne doit pas être confondu avec Brumbies (féminines).
Maillots
Actualités
Les Brumbies (anciennement les ACT Brumbies, et également dénommés les CA Brumbies pour des raisons de parrainage) sont une franchise australienne de rugby à XV basée à Canberra. Le nom de Brumbies fait référence au cheval sauvage habitant l’arrière-pays de Canberra appelé brumby. Les Brumbies représentent le Territoire de la capitale australienne (ACT) et le sud de l’État de Nouvelle-Galles du Sud.
La franchise professionnelle des ACT Brumbies est créée en 1996 pour fournir une troisième équipe australienne au Super 12. Ils ont atteint cinq fois la finale de la compétition et sont la seule franchise australienne à avoir inscrit son nom au palmarès, à deux reprises. Ils triomphent des Sharks en 2001 et remportent la compétition pour la seconde fois en 2004 après être venus à bout des Crusaders.
En 2005, les ACT Brumbies sont renommés Brumbies. L’équipe joue au Canberra Stadium, anciennement connu sous le nom de Bruce Stadium, à Canberra.
En 2022 ils reprennent leur nom originel d'ACT Brumbies.

## Histoire
Si le rugby australien est historiquement dominé par la rivalité entre les États du Queensland et de Nouvelle-Galles du Sud, il est depuis longtemps présent dans le Territoire de la capitale australienne (ACT), où le rugby à XV rivalise en termes de popularité avec ses cousins que sont le rugby à XIII et le football australien.
En 1899, les Lions britanniques inaugurent leur tournée en Australie par un match à Goulburn mais il faudra attendre 1938 pour que soit créés l'ACT Rugby Union et un championnat de quatre équipes : University, Easts, RMC et Norths. Une sélection des joueurs de l’ACT est alors mise en place et connait joue son premier match face aux All Blacks (défaite 5 à 56).
Les premiers succès marquants de la sélection ACT arrivent dans les années 1970 avec une victoire face aux îles Tonga en 1973 (17-6) puis face au pays de Galles en 1978.
En 1994, leur victoire 44 à 28 au Concord Oval de Sydney face à la sélection de Nouvelle-Galles du Sud leur ouvre le chemin vers la création d’une franchise qui pourra participer dès 1996 à la première édition du Super 12, championnat professionnel regroupant des équipes des trois grandes nations de l’hémisphère sud. La sélection s’appelle désormais ACT Brumbies et rejoint les franchises australiennes Queensland Reds et NSW Waratahs pour affronter quatre équipes sud-africaines et cinq franchises néo-zélandaises.
Constituée alors des joueurs rejetés par les deux autres franchises australiennes (dont George Gregan, Stephen Larkham, Joe Roff et Owen Finegan), les ACT Brumbies sont loin d’être parmi les favoris. Cependant, lors de la première saison, entraîneur Rod Macqueen hisse l’équipe à la cinquième place de la saison régulière. Cette performance est confirmée un an plus tard, en 1997, année où les ACT Brumbies atteignent la finale, défaits par les Blues d'Auckland.
En 1998, Eddie Jones devient entraîneur principal mais l’équipe ne se classe que dixième, avant de revenir aux portes des demi-finales en 1999, cinquième. La progression continue la saison suivante et les Brumbies, premiers de la saison régulière, parviennent en finale et affrontent sur leur terrain de Canberra les Crusaders. Ils seront finalement battus d’un point, 19 à 20.
En 2001, ils répètent cette performance. Vainqueurs de la saison régulière, ils se qualifient pour la finale et affrontent cette fois les Sharks de Durban (Afrique du Sud). Les Brumbies l’emportent et deviennent les premiers vainqueurs non néo-zélandais du Super 12.
Cette même année, les Lions britanniques et irlandais sont en tournée en Australie. Ils affrontent la réserve des Brumbies et ne l’emportent que de justesse, 30 à 28.
David Nucifora prend les rênes de l’équipe en 2002 et qualifie la franchise pour sa troisième finale consécutive, perdue, comme en 2000, à Christchurch face aux Crusaders (31-13). L’année suivante, les Brumbies sont sortis en demi-finale par les Blues avant de battre les équipes nationales des îles Fidji et Tonga.
En 2004, les Brumbies terminent une nouvelle fois en tête du classement de la saison régulière. Leur victoire en demi-finale face aux Waikato Chiefs leur permet de prendre leur revanche à domicile contre les Crusaders, qui les ont déjà battus deux fois en finale. Cette fois-ci, devant 28 753 spectateurs, un record pour le Canberra Stadium, l’équipe de l’ACT l’emporte 47 à 38 et décroche son deuxième titre de Super 12.
À l'intersaison, l'ACT Rugby Union s’agrandit en fusionnant avec la Far South Coast Rugby Union et la Southern Inland Rugby Union pour former l'ACT and Southern NSW Rugby Union. L'équipe étendard de la fédération change de nom officiel pour devenir simplement Brumbies et représente désormais le territoire de la capitale australienne mais aussi des régions de Nouvelle-Galles du Sud (Riverina, Shoalhaven, Hautes Terres du sud) et de l’État de Victoria (Sunraysia). Désormais sous les ordres de Laurie Ficher, ils terminent cinquième de la saison 2005.
En 2006, les Brumbies terminent sixièmes du premier Super 14, à égalité de point avec le quatrième, ne sortant du quatuor de tête qu’à la dernière journée. Ils disputent ensuite la première, et dernière, édition de l'Australian Provincial Championship (APC). Après avoir battu les Waratahs et la Western Force, ils s’inclinent à Brisbane contre les Reds. Néanmoins, il se qualifient pour la finale où ils retrouvent l’équipe du Queensland au Viking Park de Canberra. Ils prennent alors leur revanche 42 à 17 en remportent le premier APC.
De nouveau cinquième en 2007, les Brumbies terminent neuvième en 2008. En 2009, Andy Friend prend la tête de la franchise mais ne parvient pas à la mener plus haut que la septième place.
En 2010, avec toujours Andy Friend à leur tête, les Brumbies prennent une encourageante 6e place, à seulement 4 points de la phase finale. Mais 2011 est un échec catastrophique pour Friend et ses joueurs ; pour les débuts du Super 15, ils terminent 4e de la conférence australienne, 13e du classement général.
Andy Friend est remercié, et c'est Jake White, entraîneur des Springboks champions du Monde en 2007, en retrait depuis, qui est appelé à la tête de la franchise pour un projet de 4 ans. Durant la saison, Jake White fait appel à son ami Eddie Jones, ancien entraîneur des Brumbies et des Wallabies, qui interviendra comme consultant technique.
En 2013, ils perdent en finale face aux Chiefs sur le score de 27 à 22.

## Identité visuelle

### Logo

Évolution du logo
Ancien logo.

## Palmarès
- Vainqueur du Super 12 (2) : 2001 et 2004.
- Vainqueur de l'Australian Provincial Championship : 2006.
- Vainqueur du Super Rugby AU en 2020.
- Finaliste du Super Rugby AU en 2021.

## Parcours dans le Super rugby
| Saison              | Place | MJ | V  | N | D  | PM  | PE  | Diff | PB | Pts | Commentaires                                                         |
| ------------------- | ----- | -- | -- | - | -- | --- | --- | ---- | -- | --- | -------------------------------------------------------------------- |
| 1996                | 5e    | 11 | 7  | 0 | 4  | 306 | 273 | 33   | 4  | 32  |                                                                      |
| 1997                | 2e    | 11 | 8  | 0 | 3  | 406 | 291 | 115  | 9  | 41  | Défaite en finale face aux Auckland Blues                            |
| 1998                | 10e   | 11 | 3  | 0 | 8  | 228 | 308 | -80  | 5  | 17  |                                                                      |
| 1999                | 5e    | 11 | 5  | 0 | 6  | 278 | 195 | 83   | 8  | 28  |                                                                      |
| 2000                | 1er   | 11 | 9  | 0 | 2  | 393 | 196 | 197  | 9  | 45  | Défaite en finale face aux Crusaders                                 |
| 2001                | 1er   | 11 | 8  | 0 | 3  | 348 | 204 | 144  | 8  | 40  | Victoire en finale face aux Sharks                                   |
| 2002                | 3e    | 11 | 7  | 0 | 4  | 374 | 230 | 144  | 10 | 38  | Défaite en finale face aux Crusaders                                 |
| 2003                | 4e    | 11 | 6  | 0 | 5  | 358 | 313 | 45   | 7  | 31  | Défaite en demi-finale face aux Blues                                |
| 2004                | 1er   | 11 | 8  | 0 | 3  | 408 | 269 | 139  | 8  | 40  | Victoire en finale face aux Crusaders                                |
| 2005                | 5e    | 11 | 5  | 1 | 5  | 260 | 268 | -8   | 7  | 29  |                                                                      |
| 2006                | 6e    | 13 | 8  | 1 | 4  | 326 | 269 | 57   | 4  | 38  |                                                                      |
| 2007                | 5e    | 13 | 9  | 0 | 4  | 234 | 173 | 61   | 4  | 40  |                                                                      |
| 2008                | 9e    | 13 | 6  | 0 | 7  | 277 | 317 | -40  | 6  | 30  |                                                                      |
| 2009                | 7e    | 13 | 8  | 0 | 5  | 311 | 305 | 6    | 6  | 38  |                                                                      |
| 2010                | 6e    | 13 | 8  | 0 | 5  | 358 | 291 | 67   | 5  | 37  |                                                                      |
| 2011                | 13e   | 16 | 4  | 1 | 11 | 314 | 437 | -123 | 7  | 33  | 4e de la conférence australienne                                     |
| 2012                | 7e    | 16 | 10 | 0 | 6  | 404 | 331 | 73   | 10 | 58  |                                                                      |
| 2013                | 3e    | 16 | 10 | 2 | 4  | 430 | 295 | 135  | 8  | 60  | 1er de la conférence australienne, défaite en finale face aux Chiefs |
| 2014                | 4e    | 16 | 10 | 0 | 6  | 412 | 378 | 34   | 5  | 45  | Défaite en demi-finale face aux Waratahs                             |
| 2015                | 6e    | 16 | 9  | 0 | 7  | 369 | 261 | 108  | 11 | 47  | Défaite en demi-finale face aux Hurricanes                           |
| 2016                | 4e    | 15 | 10 | 0 | 5  | 425 | 326 | 99   | 3  | 43  | Défaite en quart de finale face aux Highlanders                      |
| 2017                | 4e    | 15 | 6  | 0 | 9  | 315 | 279 | 36   | 10 | 34  | Défaite en quart de finale face aux Hurricanes                       |
| 2018                | 10e   | 16 | 7  | 0 | 9  | 393 | 422 | -29  | 6  | 34  |                                                                      |
| 2019                | 3e    | 16 | 10 | 0 | 6  | 430 | 366 | 64   | 8  | 48  | Défaite en demi-finale face aux Jaguares                             |
| 2020                | 2e    | 6  | 5  | 0 | 1  | 208 | 115 | 93   | 3  | 23  | La saison 2020 de Super Rugby a été annulé pour cause de COVID-19    |
| Super Rugby AU 2020 | 1re   | 8  | 6  | 0 | 2  | 189 | 147 | 42   | 4  | 28  | Victoire en finale face aux Reds                                     |
| Super Rugby AU 2021 | 2e    | 8  | 6  | 0 | 2  | 267 | 165 | 102  | 5  | 29  | Défaite en finale face aux Reds                                      |
| 2021                | 6e    | 5  | 1  | 0 | 4  | 82  | 152 | -70  | 1  | 5   |                                                                      |
| 2022                | 4e    | 14 | 10 | 0 | 4  | 404 | 306 | 98   | 4  | 44  | Défaite en demi-finale face aux Blues                                |
| 2023                | 4e    | 14 | 10 | 0 | 4  | 474 | 393 | 81   | 5  | 46  | Défaite en demi-finale face aux Chiefs                               |

## Personnalités du club

### Effectif Super Rugby 2025
Le 11 novembre 2024, les Brumbies annoncent leur effectif pour la saison 2025 de Super Rugby.
| Nom                      | Date de naissance | Nationalité sportive | Sélections (points) | Club local             | Club précédent   | Arrivée au club |
| Talonneurs               | Talonneurs        | Talonneurs           | Talonneurs          | Talonneurs             | Talonneurs       | Talonneurs      |
| ------------------------ | ----------------- | -------------------- | ------------------- | ---------------------- | ---------------- | --------------- |
| Liam Bowron              | 24 février 2003   | Australie            | -                   | -                      | Débuts au club   | 2024            |
| Lachlan Lonergan         | 11 octobre 1999   | Australie            | 8 (5)               | Tuggeranong Vikings    | Débuts au club   | 2020            |
| Billy Pollard            | 9 décembre 2001   | Australie            | 11 (0)              | Uni Norths Owls        | Débuts au club   | 2021            |
| Piliers                  |                   |                      |                     |                        |                  |                 |
| Allan Alaalatoa          | 28 janvier 1994   | Australie            | 82 (5)              | Uni Norths Owls        | Débuts au club   | 2014            |
| Blake Schoupp            | 28 mars 1998      | Australie            | 5 (0)               | Southern Districts     | Débuts au club   | 2023            |
| James Slipper            | 6 juin 1989       | Australie            | 148 (20)            | Queanbeyan Whites      | Queensland Reds  | 2019            |
| Rhys van Nek             | 17 juillet 1999   | Australie            | -                   | Easts RUC              | Rebels           | 2023            |
| Harry Vella              | 7 mars 2001       | Australie            | -                   | Canberra Royals        | Débuts au club   | 2023            |
| Deuxièmes lignes         |                   |                      |                     |                        |                  |                 |
| Nick Frost               | 10 octobre 1999   | Australie            | 30 (5)              | Queanbeyan Whites      | Débuts au club   | 2020            |
| Tom Hooper               | 29 janvier 2001   | Australie            | 14 (5)              | Tuggeranong Vikings    | Débuts au club   | 2021            |
| Cadeyrn Neville          | 9 novembre 1988   | Australie            | 8 (5)               | Uni Norths Owls        | Toyota Shuttles  | 2020            |
| Lachlan Shaw             | 15 mai 2003       | Australie            | -                   | -                      | Débuts au club   | 2024            |
| Tuaina Taii Tualima      | 1er juin 1997     | Australie            | -                   | -                      | Rebels           | 2025            |
| Troisièmes lignes aile   |                   |                      |                     |                        |                  |                 |
| Charlie Cale             | 6 octobre 2000    | Australie            | -                   | Uni Norths Owls        | Débuts au club   | 2023            |
| Luke Reimer              | 27 mai 2000       | Australie            | -                   | Wests Lions            | Débuts au club   | 2021            |
| Rory Scott               | 26 février 2003   | Australie            | -                   | Canberra Royals        | Débuts au club   | 2021            |
| Troisièmes lignes centre |                   |                      |                     |                        |                  |                 |
| Rob Valetini             | 3 septembre 1998  | Australie            | 53 (25)             | West Lions             | Rebels Academy   | 2017            |
| Demis de mêlée           |                   |                      |                     |                        |                  |                 |
| Harrison Goddard         | 8 avril 1998      | Australie            | -                   | Randwick Distric RUFC  | Waratahs         | 2023            |
| Ryan Lonergan            | 6 avril 1998      | Australie            | -                   | Tuggeranong Vikings    | Débuts au club   | 2017            |
| Klayton Thorn            | 3 juin 2003       | Australie            | -                   | Randwick Distric RUFC  | Débuts au club   | 2023            |
| Demis d'ouverture        |                   |                      |                     |                        |                  |                 |
| Jack Debreczeni          | 6 juin 1993       | Australie            | -                   | -                      | West Harbour RFC | 2023            |
| Noah Lolesio             | 18 décembre 1999  | Australie            | 30 (229)            | Tuggeranong Vikings    | Débuts au club   | 2019            |
| Centres                  |                   |                      |                     |                        |                  |                 |
| Austin Anderson          | 18 novembre 2003  | Australie            | -                   | Te Awamutu Sports      | Débuts au club   | 2024            |
| Hudson Creighton         | 21 mars 2000      | Australie            | -                   | Brothers Old Boys      | Débuts au club   | 2022            |
| David Feliuai            | 16 mai 1997       | Samoa                | -                   | Manuma Samoa           | Rebels           | 2025            |
| Len Ikitau               | 1er octobre 1998  | Australie            | 45 (30)             | Tuggeranong Vikings    | Débuts au club   | 2019            |
| Ollie Sapsford           | 7 octobre 1995    | Nouvelle-Zélande     | -                   | -                      | Hawke's Bay      | 2022            |
| Ailiers                  |                   |                      |                     |                        |                  |                 |
| Andy Muirhead            | 8 juillet 1993    | Australie            | -                   | Canberra Royals        | Débuts au club   | 2017            |
| Ben O'Donnell            | 14 août 1995      | Australie            | -                   | Randwick District RUFC | Connacht         | 2023            |
| Corey Toole              | 7 mars 2000       | Australie            | -                   | -                      | Débuts au club   | 2023            |
| Tom Wright               | 21 juillet 1997   | Australie            | 42 (60)             | West Lions             | Manly Sea Eagles | 2019            |
| Arrières                 |                   |                      |                     |                        |                  |                 |
| Declan Meredith          | 28 juin 1999      | Australie            | -                   | West Lions             | Débuts au club   | 2023            |

### Joueurs emblématiques
En 2020, les Brumbies dévoilent une équipe composée des joueurs les plus emblématique à chaque poste, après un sondage auprès des supporters sur les réseaux sociaux.
1 : Scott Sio - 2 : Jeremy Paul - 3 :Allan Alaalatoa

4 : Rory Arnold - 5 : Radike Samo

6 : Owen Finegan - 8 : Ben Mowen - 7 : George Smith

9 : George Gregan - 10 : Stephen Larkham

11 : Joe Roff - 12 : Matt Giteau - 13 : Stirling Mortlock - 14 : Henry Speight

15 : Andrew Walker

Remplaçants : Stephen Moore, Bill Young, Ben Alexander, David Giffin, Scott Fardy, Nic White, Christian Lealiifano, Mark Gerrard.

### Entraîneurs
- De 1996 à 1997 :  Rod Macqueen
- De 1998 à 2001 :  Eddie Jones
- De 2002 à 2004 :  David Nucifora
- De 2004 à 2008 :  Laurie Fisher
- De 2009 à 2010 :  Andy Friend
- 2011 :  Tony Rea
- 2012-2013 :  Jake White
  - 2013 :  Stephen Larkham (Entraîneur des arrières)
- 2014-2017 :  Stephen Larkham
- Depuis 2018 :  Dan McKellar

## Records et statistiques
Mis à jour le 20/01/2017

### Équipe
- Plus grosse victoire - 73-9 v Blue Bulls (1999), 64-0 v Cats (2000)
- Plus grosse défaite - 56-7 v Hurricanes (2009)

### Individuel
- Nombre de capes - 142 - George Smith
- Points inscrits - 1019 - Stirling Mortlock
- Points Inscrits en un match - 25 - Joe Roff (v Waikato Chiefs, 2003) & Stirling Mortlock (v Stormers, 2001)
- Nombre de capitanats - 49 - George Gregan

### Joueurs des Brumbies les plus capés
- George Smith: 142
- George Gregan: 136
- Ben Alexander: 130
- Stirling Mortlock: 123
- Christian Lealiifano: 117
- Stephen Moore: 117
- Stephen Larkham: 116
- Jeremy Paul: 112
- Mark Chisholm: 102
- Bill Young: 100